# Déjà vu (Blue System)
Déjà vu è il sesto album in studio del gruppo Blue System, guidato dal musicista tedesco Dieter Bohlen. Il disco è stato pubblicato nel 1991.

## Tracce
1. Déjà vu – 3:42
2. It's All Over – 3:57
3. New York - Berlin - Paris – 3:59
4. Mrs. Jones – 4:09
5. Sexy Thing – 3:08
6. Praying to the Aliens – 3:48
7. Dressed in Blue – 3:30
8. Better Than the Rest – 3:59
9. Is It Love? – 3:02
10. Just Say No – 3:44